# Najstarszy cmentarz żydowski w Rzeszowie
Najstarszy cmentarz żydowski w Rzeszowie – znajdował się pomiędzy synagogami. Został zniszczony podczas II wojny światowej. Obecnie w tym miejscu znajduje się plac parkingowy. Najstarszy nagrobek istniejący przed wybuchem wojny pochodził z 1553. 